# Weilburg
Weilburg – miasto w Niemczech, w kraju związkowym Hesja, w rejencji Gießen, w powiecie Limburg-Weilburg nad rzeką Lahn. Zaliczane jest do miast o bardzo czystym powietrzu i przyjaznym klimacie wpływającym pozytywnie na organizm ludzki. Przez stulecia był rezydencją dynastii Nassau, z której pochodzą obecni wielcy książęta Luxemburga. Jeden z przedstawicieli linii Nassau-Weilburg wybudował w Weilburgu w XVI w. górujący nad miastem pałac w stylu północnego renesansu z założeniem parkowym. W pałacowym kościele znajdują się grobowce członków rodziny. Pałac przebudowano w XVIII w. i jest dzisiaj cennym barokowym zabytkiem. 
Geograficznie leży w środkowej Hesji między górami Westerwald i Taunus.

## Współpraca
Miejscowości partnerskie:
- Colmar-Berg, Luksemburg
- Kieżmark, Słowacja
- Kızılcahamam, Turcja
- Privas, Francja
- Quattro Castella, Włochy
- Zevenaar, Niderlandy

## Galeria

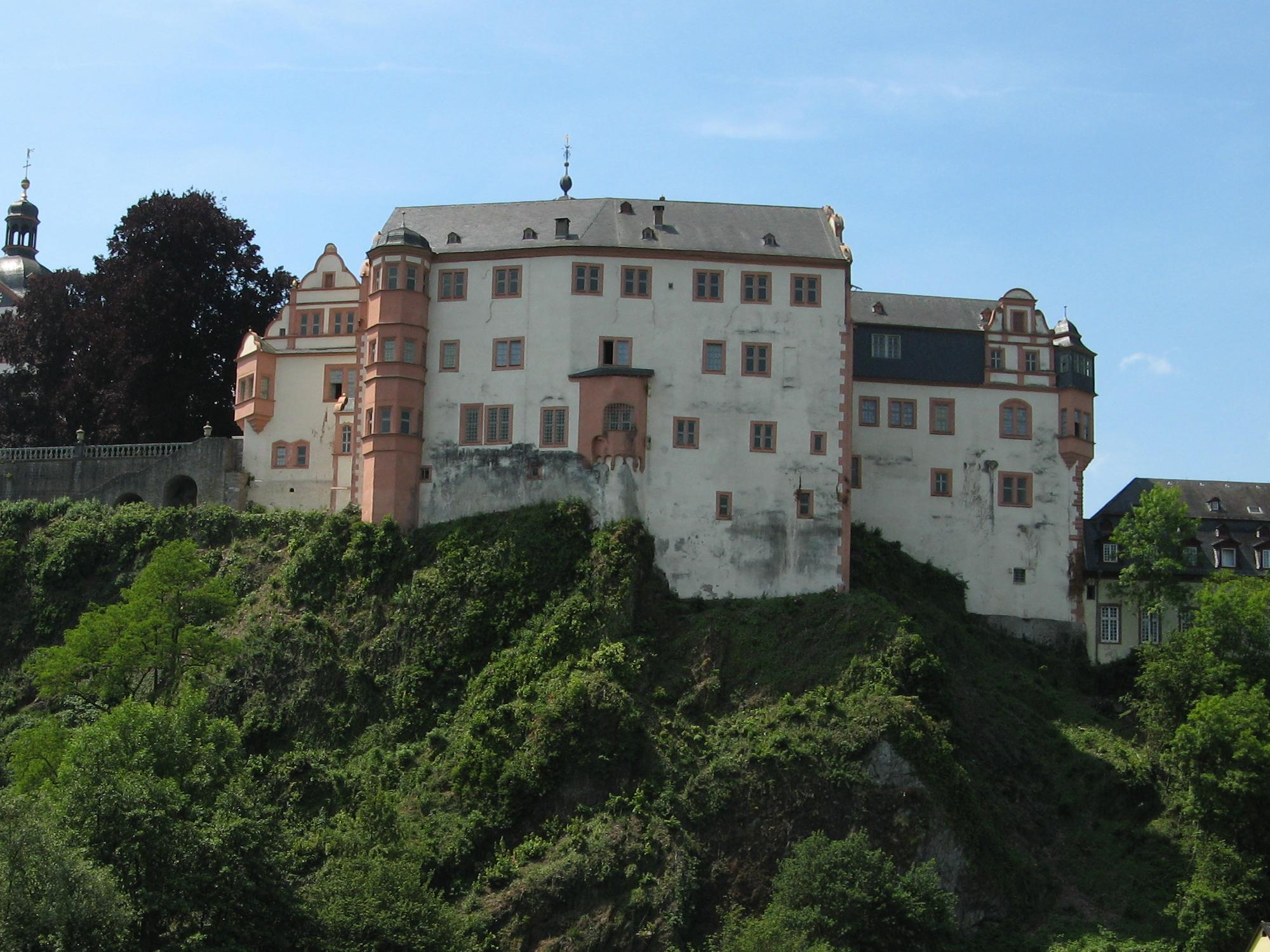
Pałac dominuje w obrazie miasta
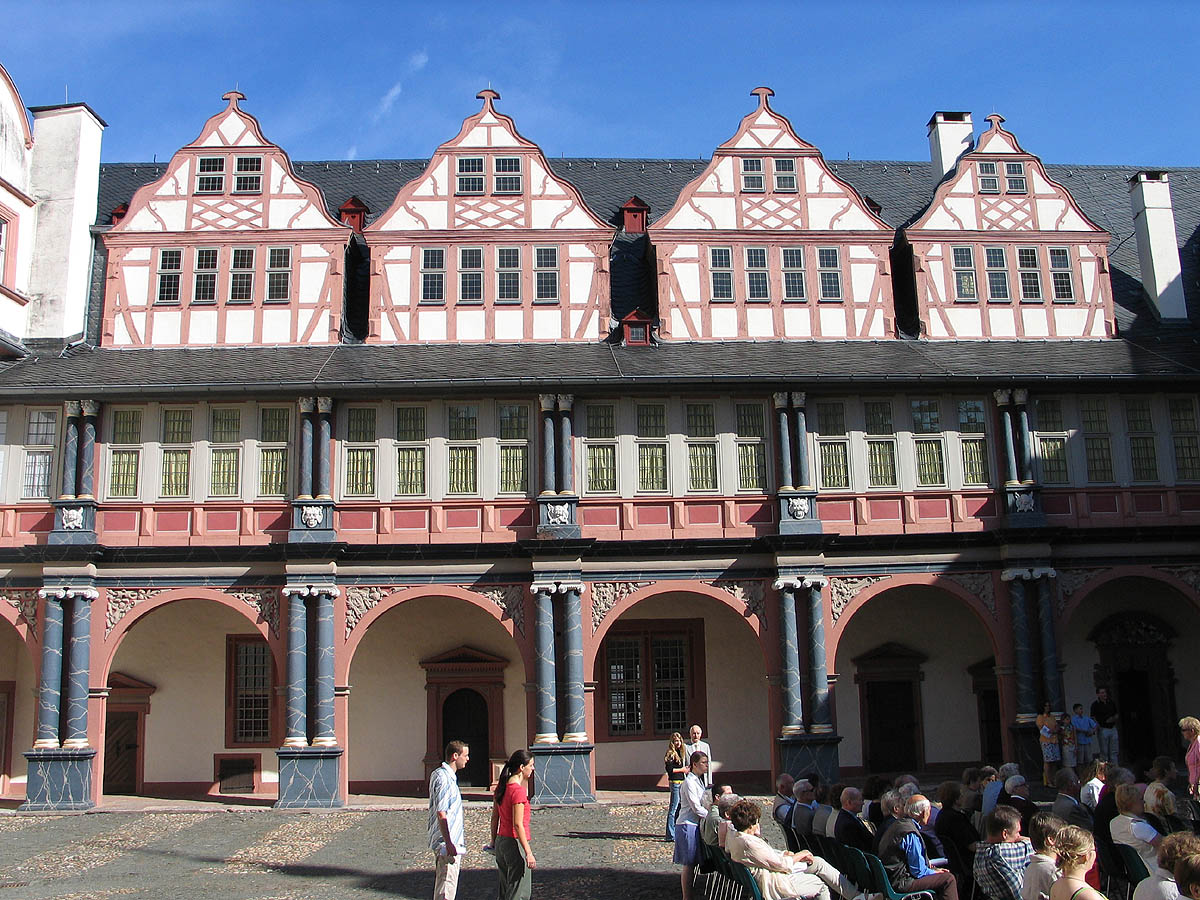
Arkady dziedzińca wewnętrznego - skrzydło północne
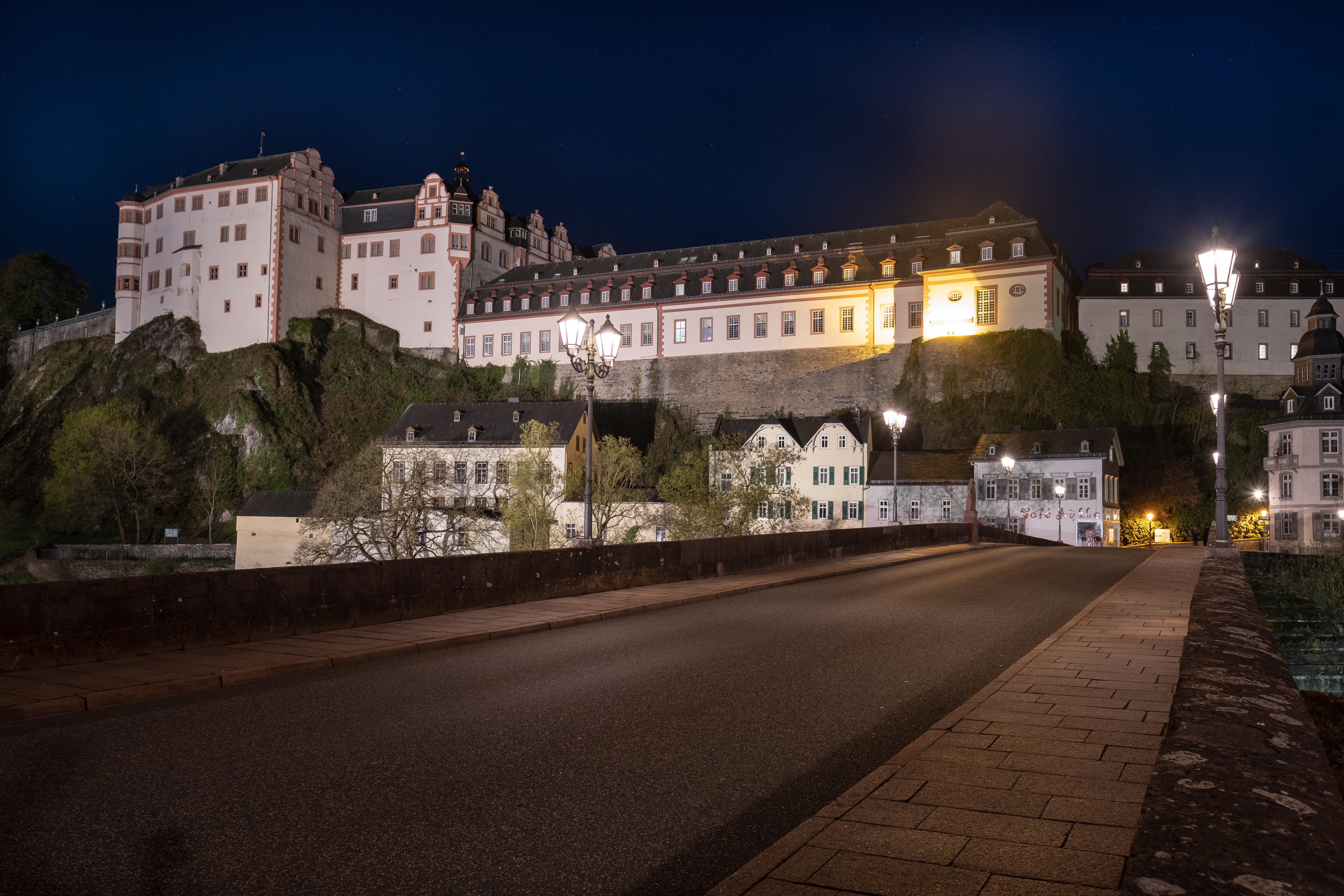
Wschodnie skrzydło wysokiego zamku widoczne od strony rzeki Lahn w nocy
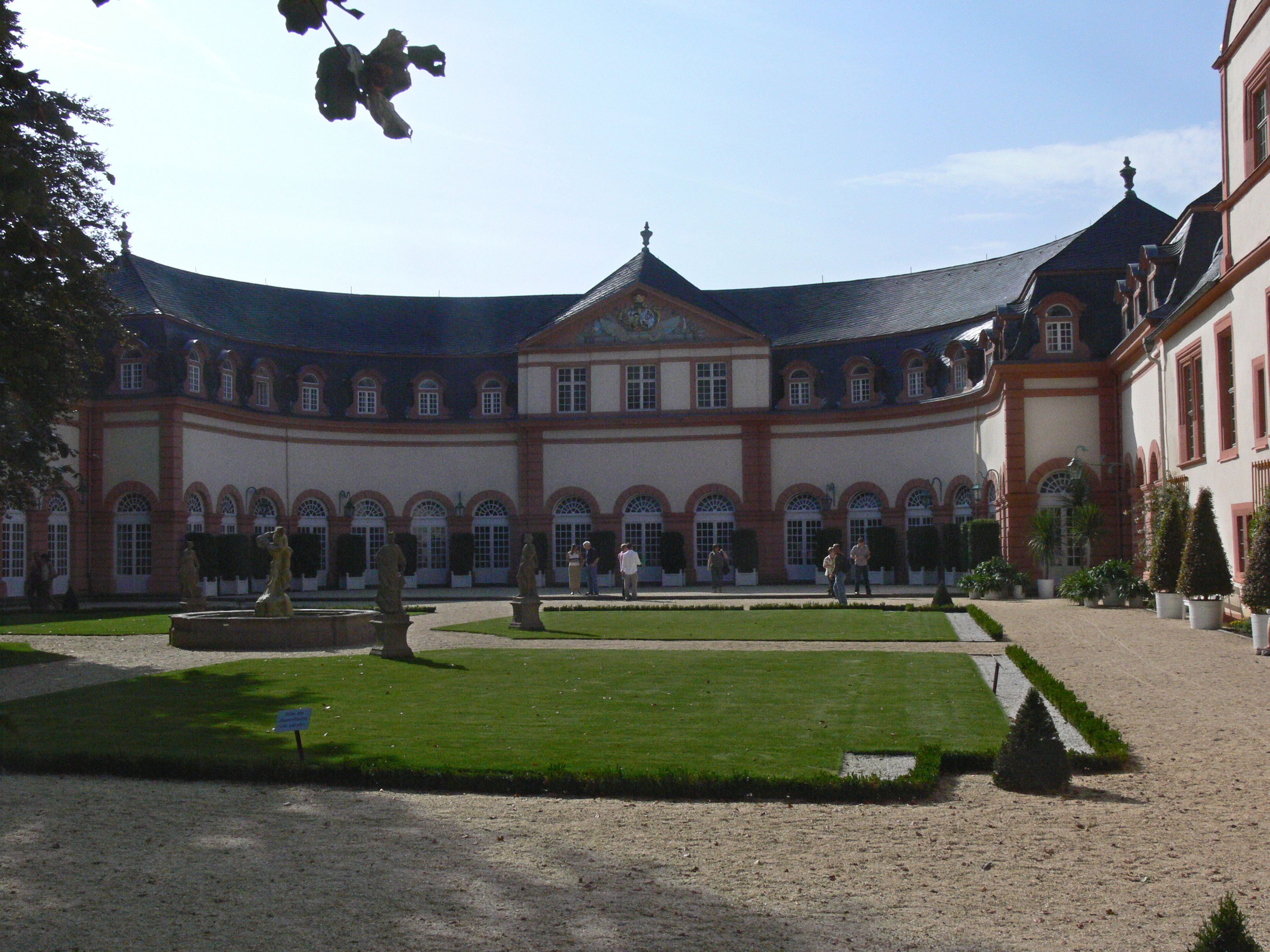
Górna oranżeria od strony ogrodów pałacowych
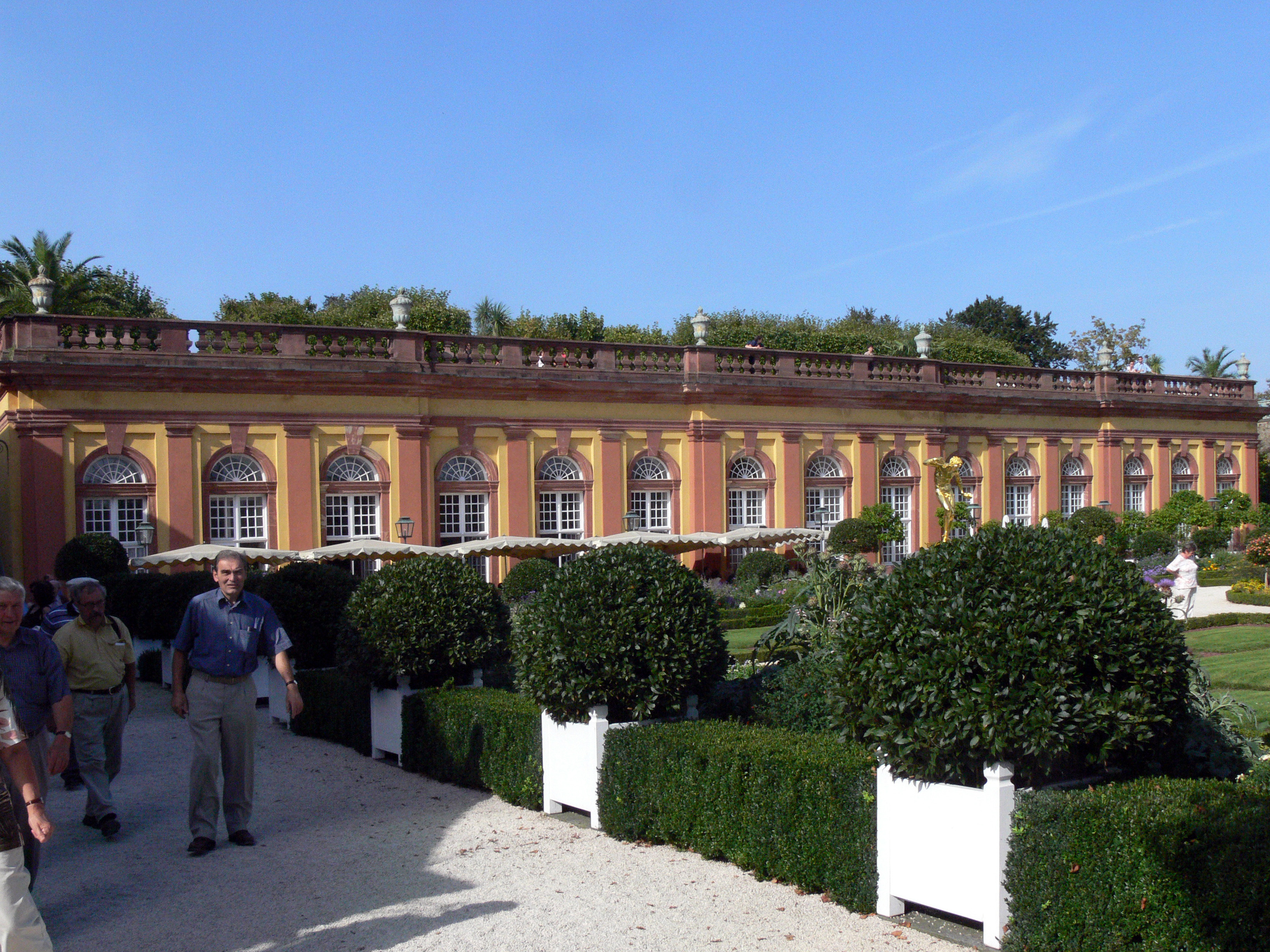
Dolna oranżeria
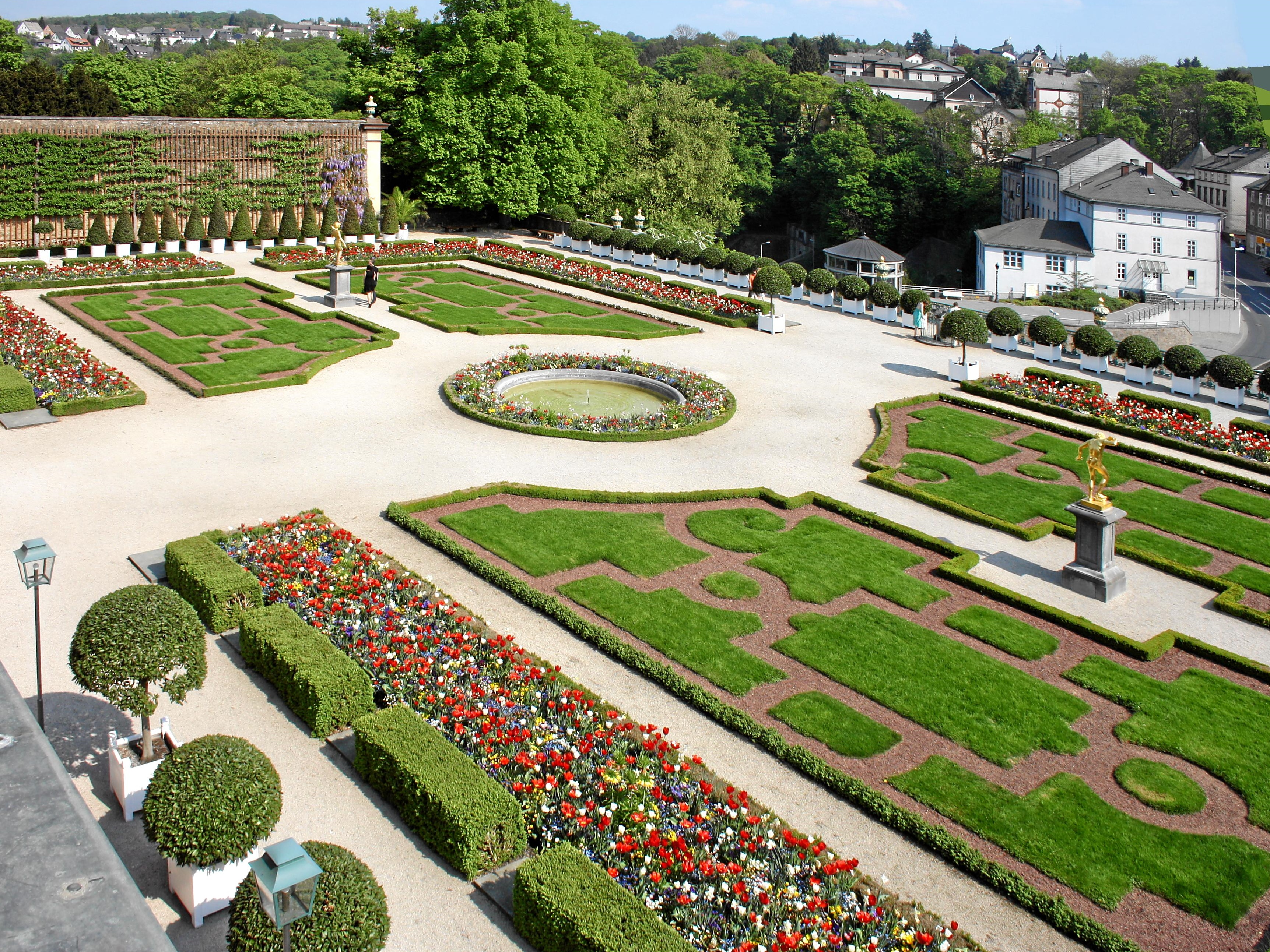
Ogród pałacowy
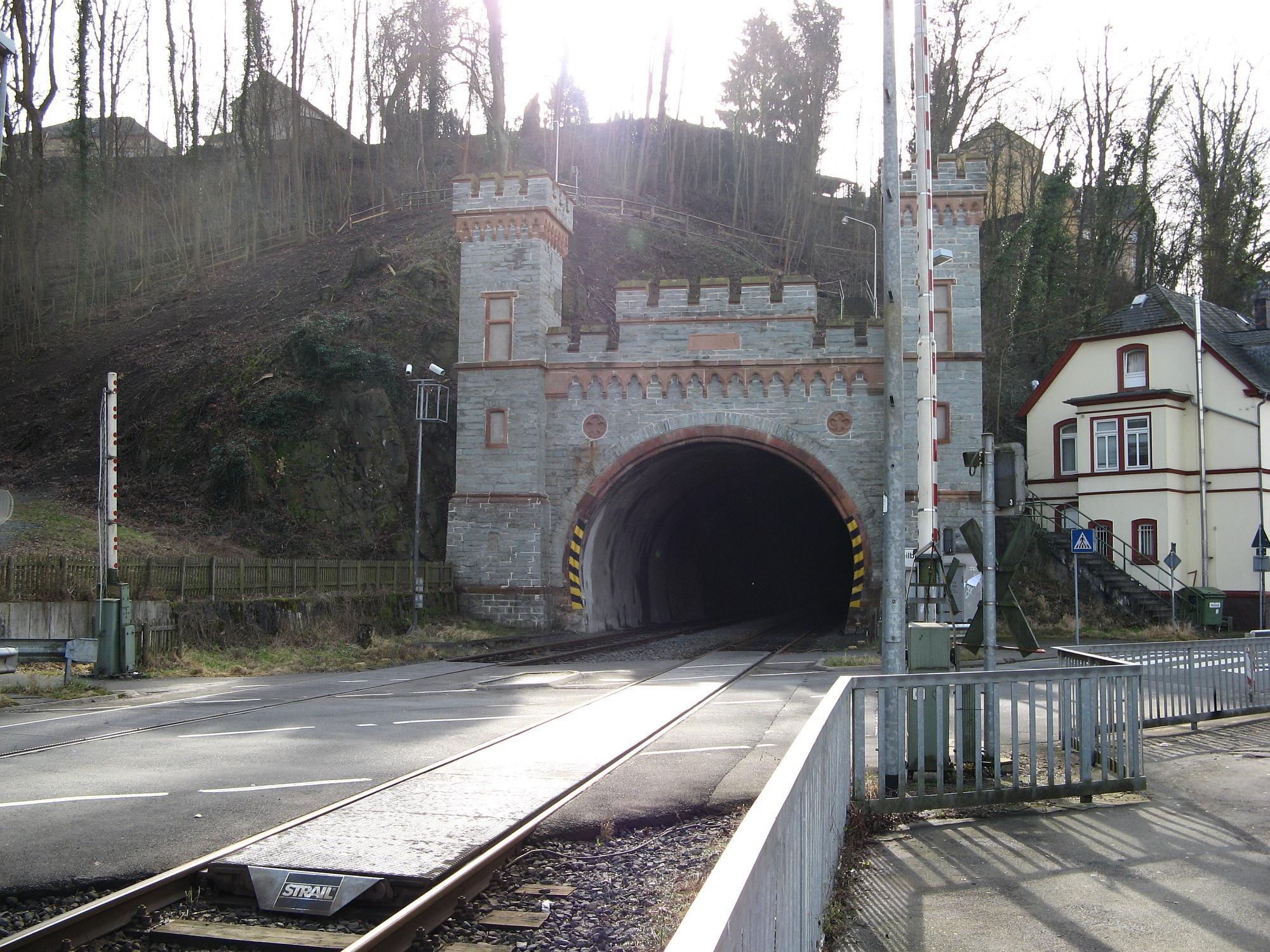
Tunel kolejowy
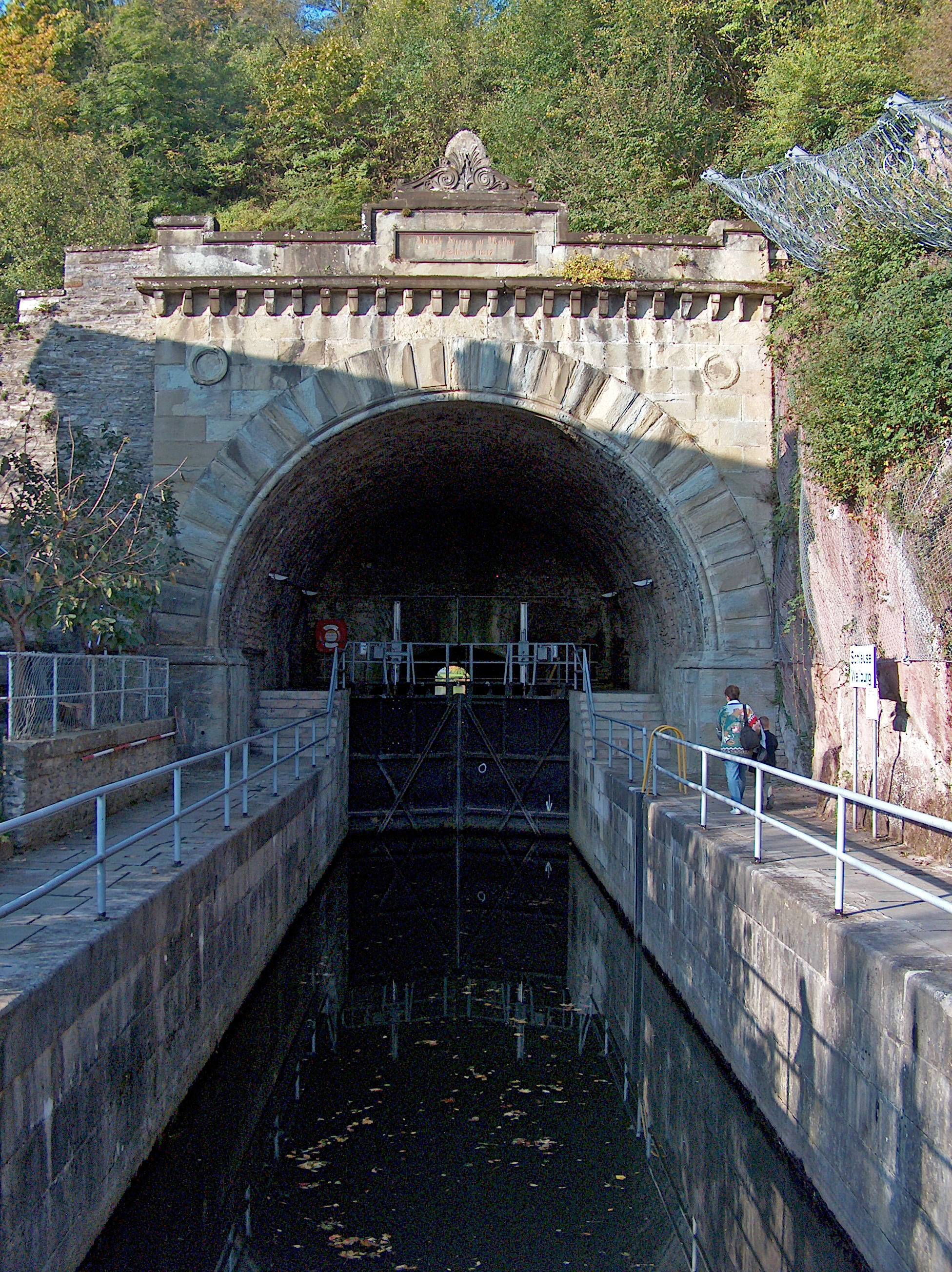
Tunel dla łodzi
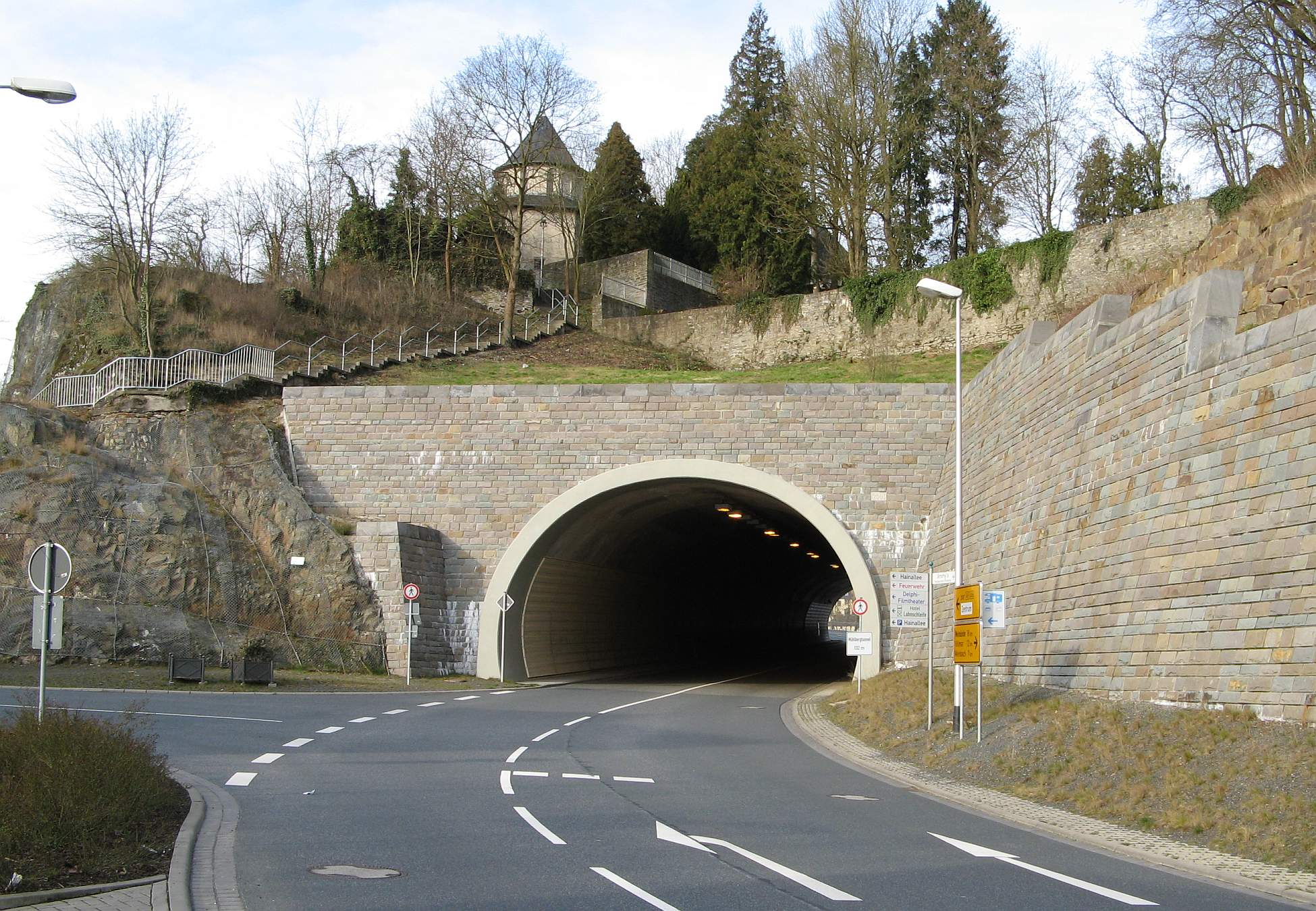
Tunel drogowy
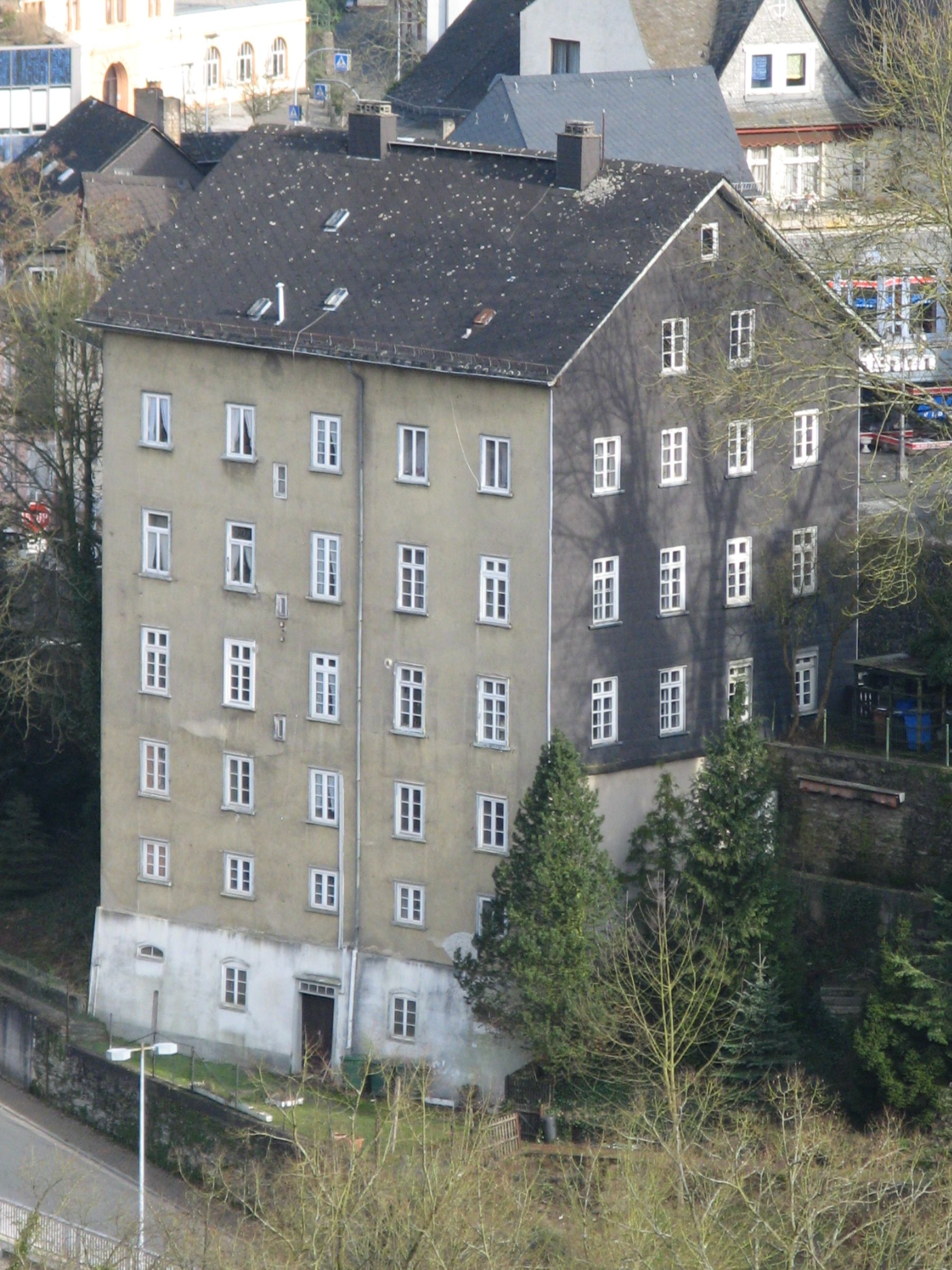
Najwyższy budynek z ubitej gliny w Niemczech (zbudowany przed 1836)